# Taylor Momsen
Taylor Michel Momsen (St. Louis, Missouri, 1993. július 26. –) amerikai színésznő–énekesnő.
Legismertebb szerepe a Gossip Girl – A pletykafészek sorozatban volt, melyben Jenny Humphreyt játszotta. 2011-ben egy japán divatcég arca lett, és ugyanebben az évben felhagyott a színészettel is. Minden energiáját a zenekarára, a The Pretty Reckless-re fordítja, az együttes hard rock, post-grunge, alternatív rock zenét játszik.

## Színészi pályafutása

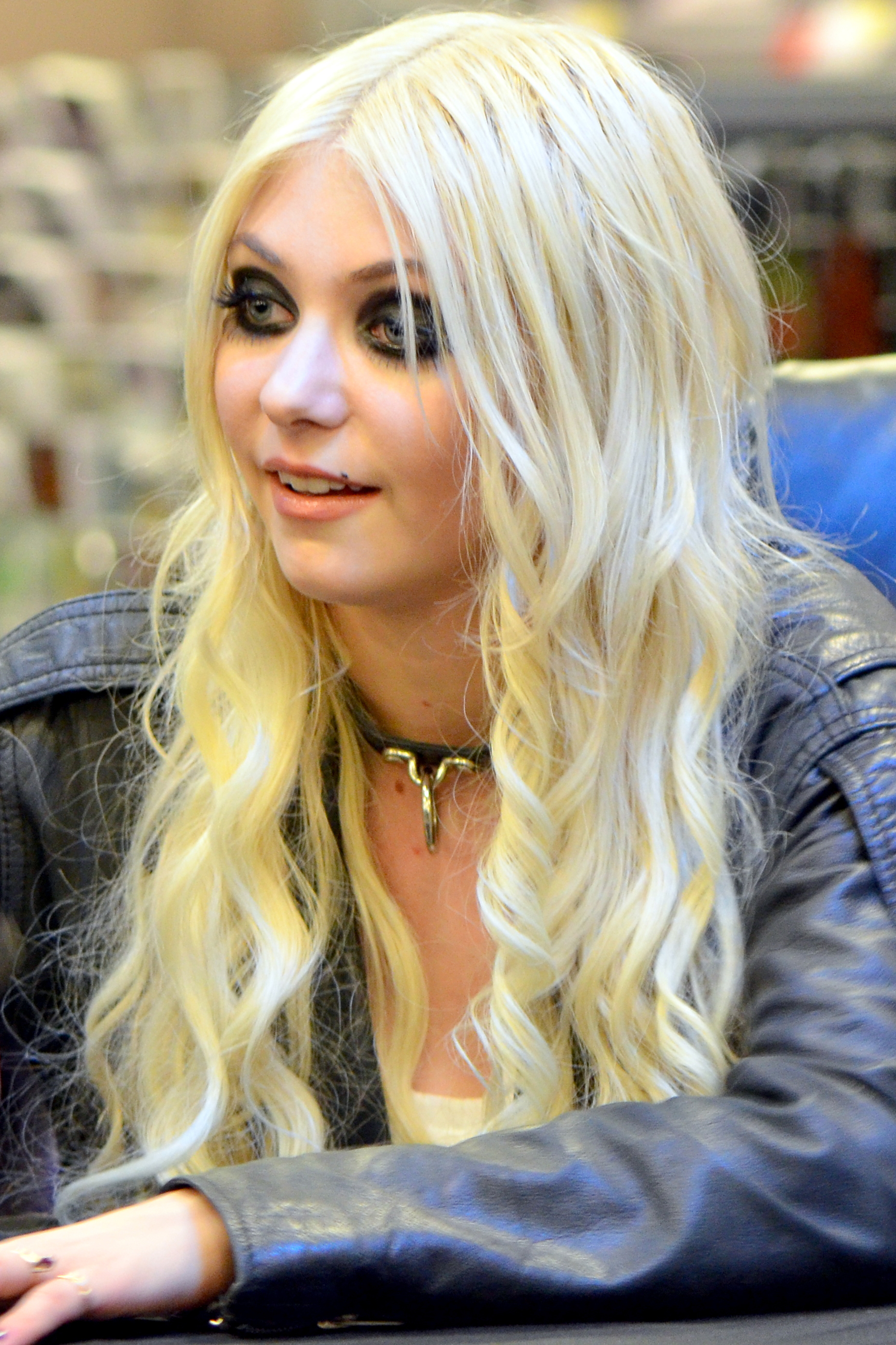
Momsen 2011 áprilisában

A 2000-es évek elején Jim Carrey oldalán szerepelt A Grincs c. filmben, mely egy karácsonyi történetet dolgoz fel. Ezután modellkedéssel foglalkozott. A Gossip Girl – A pletykafészek című tévésorozattal vált híressé, melyben Jenny Humphreyt alakította. 4 évadon keresztül játszotta a jókislány Jenny-t, míg nem a napokban bejelentette, felhagy a színészettel, és minden erejét a bandájára, a The Pretty Reckless-re áldozza.

## Zenei pályafutása
Momsen első zenekara 2010-ben írt alá egy szerződést az Interscope Records-nál. Első önálló albumuk, a Light Me Up 2010-ben jelent meg. Második stúdió albumok, a Going To Hell 2014-ben, harmadik albumuk, a Who You Selling For 2016-ban jelent meg. Számos klipet készített, és számos interjút is adott zenei pályafutása alatt.
Dalai nagyrészt keresztény teológiai „beütésűek”, az élettel, a halállal, és a szexualitással kapcsolatosak: Going To Hell (A pokolba megyek – „For the laws that I break, I'm going to hell! / For the love that I hate, I'm going to hell! / For the lies that I make, I'm going to hell!”); Light Me Up (Hozz tűzbe – „Just light me up when I'm down” „Csak hozz tűzbe, ha a padlón vagyok”); Oh My God (Ó, Istenem – „Oh my God, wish I could pray / Believe in the words your religions all say” „Ó, Istenem, bárcsak tudnék imádkozni / Hinni a szavakban, melyeket mind a vallásaid mondanak.”); a House On A Hill (Egy ház a dombon) című dala egyértelműen a Rómában lévő Vatikán dombra utal, melyen a Szent Péter-székesegyház épült fel („But the children are doing fine / I think about them all the time / Until they drink the wine and they will, they will, they will” „De a gyerek jól csinálják / Rájuk gondolok állandóan / Amíg isszák a bort, addig fognak, addig fognak..”).

## Modell pályafutása
2009-ben a People magazin 100 Most Beautiful listáján 76. helyezést ért el. Arca volt a 'British Fashion chain New Look' 2010-es tavasz-nyári kollekciójának. 2010-ben kiderült, hogy Taylor lesz Madonna új, 'Material Girl' c. kollekciójának arca. 2010 július 22-én nyilvánosságra hozták, hogy Momsen John Galliano őszi kollekciójának modellje lesz, ami eddigi legkomolyabb munkája Momsennek. 2012-ben pedig egy Shing-Fashion című lap szerkesztője lesz.